# Dicloruro de disulfuro
El dicloruro de diazufre es un compuesto químico con la fórmula S2Cl2
. S2Cl2 tiene la estructura implicada por la fórmula Cl-S-S-Cl, en el que el ángulo está entre el plano Cla-S-S and S-S-Clb es de 85°. Esta estructura es similar a la del H2O2 o a la del FOOF O2F2. Un isómero diferente de S2Cl2 es S=SCl2; este isómero se forma transitoriamente cuando S2Cl2 se expone a la radiación UV (véase tiosulfóxidos).

## Síntesis y propiedades básicas
El cloruro de diazufre es un líquido amarillo/naranja que humea en el aire debido a la reacción con el agua:
2 S2Cl2 + 2 H2O → SO2 + 4 HCl + 3/8 S8
Se sintetiza por cloración parcial del azufre:
S8 + 4 Cl2 → 4 S2Cl2 ΔH = −58.2 kJ/mol
El exceso de cloro da cloruro de azufre (II):
S2Cl2 + Cl2 → 2 SCl2 ΔH = −40.6 kJ/mol
Ambas reacciones son reversibles, y al ponerse de pie, el SCl2 las versiones del cloro para volver a dicloruro de diazufre. Tiene la habilidad para disolver azufre, que refleja en partes la formación de polisulfanos:
S2Cl2 + n S → S2+nCl2
El S2Cl2 también se debe a la cloración de CS2 como en la síntesis del tiofosgeno.

## Aplicaciones en la síntesis
El S2Cl2 se ha usado para introducir enlaces C-S. En presencia de AlCl3, S2Cl2 reacciona con benceno para dar sulfuro de difenilo:
S2Cl2 + C6H6 → (C6H5)2S + 2 HCl + 1/8 S8
Las anilinas reaccionan con S2Cl2 en la presencia de NaOH a través de la denominada reacción de Herz para dar orto-aminotiopenolatos. Estas especies son precursoras de los tintes tioindigo. También se utiliza para preparar el gas mostaza "gas" por reacción con etileno:
S2Cl2 + 2 C2H4 → (ClC2H4)2S + 1/8 S8